# بودنبروک‌ها (فیلم)
«بودنبروک‌ها» (آلمانی: Die Buddenbrooks) فیلمی در ژانر درام به کارگردانی هاینریش برلوئر است که در سال ۲۰۰۸ منتشر شد. از بازیگران آن می‌توان به جسیکا شوارتس، آگوست دیهل، آرمین مولر-اشتال و ایریس بربن اشاره کرد.